# 什查夫尼察河
46°31′N 16°12′E / 46.517°N 16.200°E

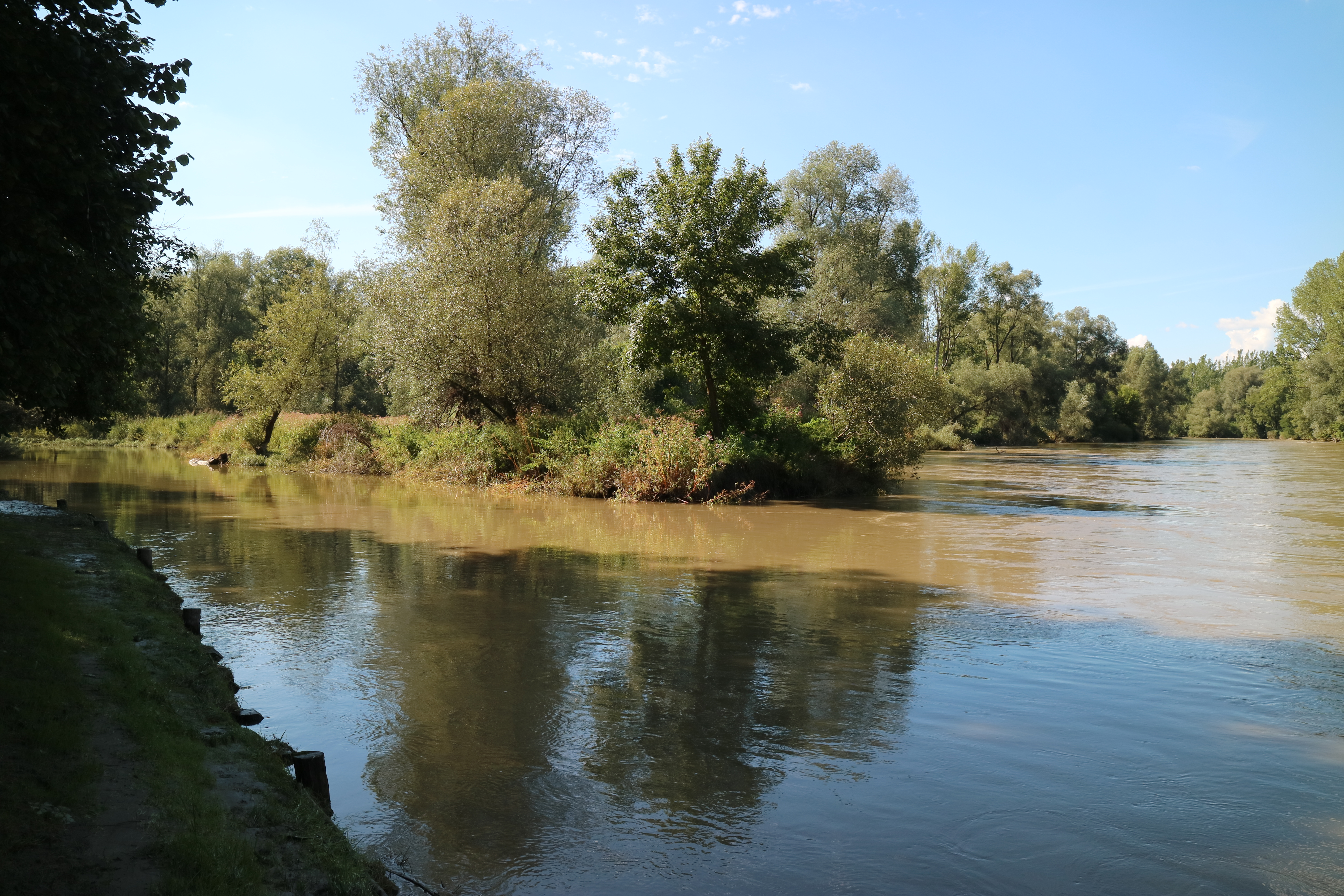
流入穆尔河的什查夫尼察河口

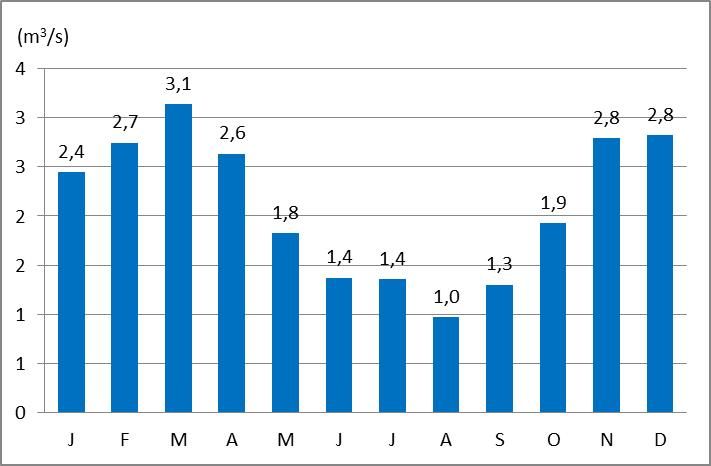

什查夫尼察河，是斯洛文尼亞的河流，位於該國東北部，屬於穆爾河的右支流，河道全長56公里，流域面積306平方公里，是該國污染最嚴重的河流之一。